# جاش فولر
جاش فولر (انگلیسی: Josh Fuller؛ زادهٔ ۹ فوریهٔ ۱۹۹۲) بازیکن فوتبال اهل بریتانیا است.
از باشگاه‌هایی که در آن بازی کرده‌است می‌توان به باشگاه فوتبال اسپالدینگ یونایتد و باشگاه فوتبال گریمزبی تاون اشاره کرد.